# اتو توروک
اتو توروک (انگلیسی: Ottó Török؛ زادهٔ ۱ نوامبر ۱۹۳۷) ورزشکار پنج‌گانه مدرن اهل مجارستان است.
وی در مسابقات کشوری و بین‌المللی در مجموع برندهٔ ۱ مدال برنز شده‌است.